# Holoptychius
Holoptychius — викопний рід лопатеперих риб вимерлої родини Holoptychiidae, що існував у пізньому девоні та ранньому карбоні (383—318 млн років тому). Викопні рештки риби знайдені в Європі та Північній Америці.

## Опис
Тіло, в середньому, завдовжки 50 см, хоча деякі види сягали до 2,5 м. Це був активний хижак, що полював на інших риб. Форма тіла та луски вказує на те, що риба досить швидко пересувалася у товщі води. У неї були довгі іклоподібні зуби, доповнені дрібнішими зубами. Хвостовий плавець був асиметричним, зміщеним донизу.